# アシアナ航空

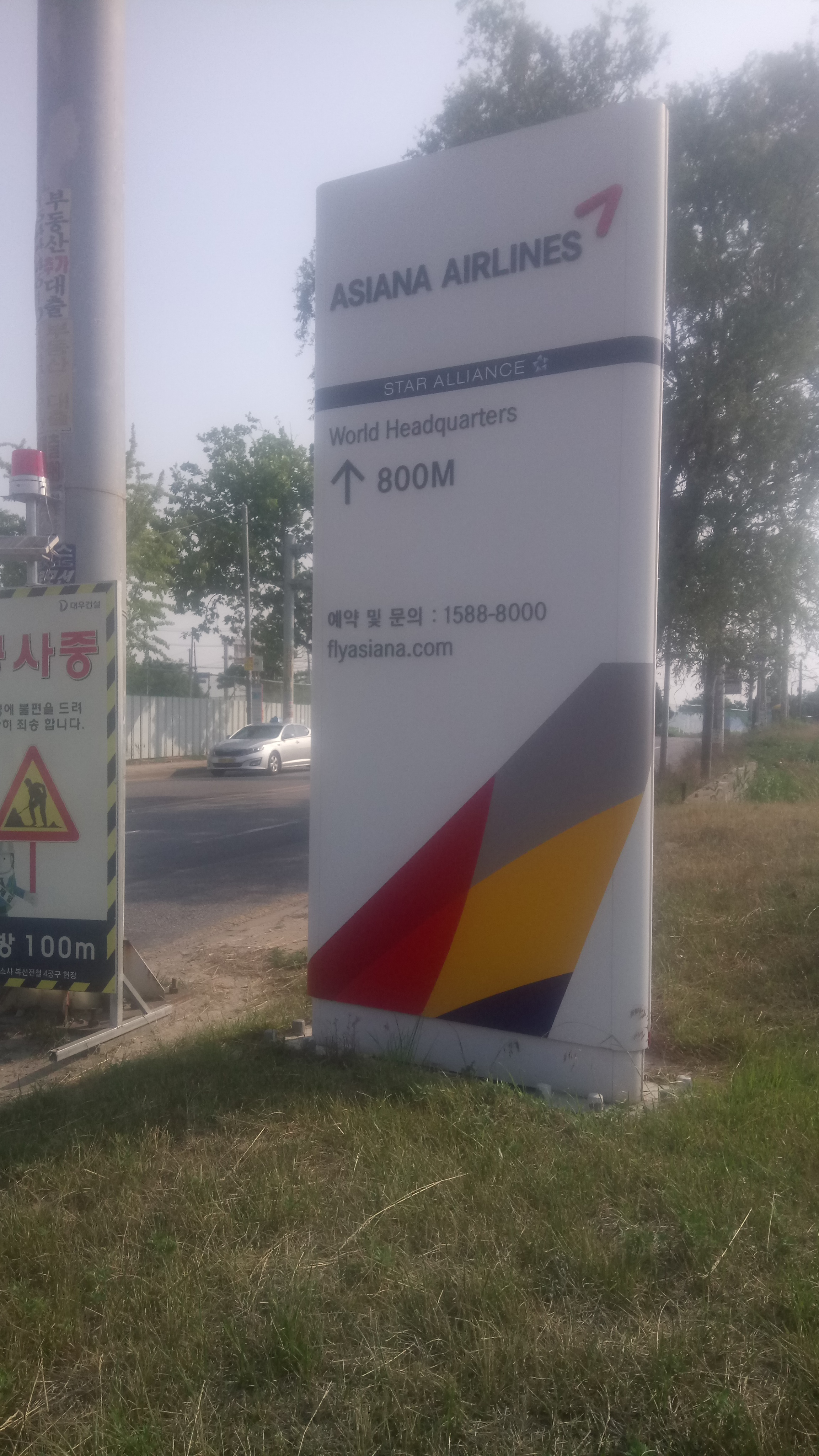
アシアナタウン（アシアナ航空の本社）看板

アシアナ航空（アシアナこうくう、韓: 아시아나항공、 英: Asiana Airlines）は、韓国の大手航空会社。1988年に設立。
韓国の航空業界では最大手の大韓航空に次いで2番目に大きい規模を誇り、一時は韓国主要財閥の一つであった錦湖アシアナグループの中核企業でもあった。しかし、同グループの拡大戦略の失敗や格安航空会社との競争激化もあって急速に経営が悪化し、2020年に大韓航空が錦湖アシアナグループからアシアナ航空を買収し、経営統合することを発表した。各国の規制当局の許可を経て2024年12月より大韓航空の子会社となり、2027年には完全に大韓航空に統合されることが予定されている。
イギリスのスカイトラックス社による航空会社の格付けで、実質最高評価の「ザ・ワールド・ファイブ・スター・エアラインズ（The World's 5-Star Airlines）」の認定を得ている。

## 概説
商号の「アシアナ」は、ラテン語で「アジアの」を意味する語である。航空会社コードの「OZ」は児童文学『オズの魔法使い』に由来し、割引運賃「OZまほうSKY」などのキャンペーンでも用いられている。
国営の大韓航空の民営化で仁川を中心とする韓進グループは韓国の航空業界で有利な地位を築いていた。そのため、他の財閥や利害関係者からの圧力で航空会社参入自由化がなされ、1988年2月17日に全羅道を中心とする錦湖グループによってアシアナ航空が設立された。12月には全羅道の光州と釜山（金海）のルートで飛行機の運航が始まった。
2013年7月現在、韓国国内線12都市14路線、国際線（旅客部門）22カ国/67都市/91路線、国際線（貨物部門）23カ国/71都市/23路線に就航。国際線のうち日本は16都市で、主要空港のほか地方空港への直行便もある。2003年3月1日には世界最大の航空連合である「スターアライアンス」に加盟した。
大韓航空とは長らく強烈なライバルであり、ボーイング747やエアバスA380などの大型機を両社共に運航、路線網も互いに競合する関係にあった。
2007年には同じスターアライアンスのメンバーで日本の大手航空会社の全日本空輸（ANA）と株式を持ち合うことで合意している。2007年に格安航空会社（LCC）の「エアプサン（釜山国際航空）」を設立、筆頭株主となった。2015年にはLCCのエアソウルを設立した。
LCCなどとの競争激化で、アシアナ航空は2015年12月期には負債が8.4兆ウォンに達するなど経営が悪化し、2018年には本社ビルを売却したが、それでも資金繰りに苦しむようになったため、錦湖アシアナグループは2019年4月にアシアナ航空を売却すると発表した。2019年末、現代財閥系列の現代産業開発（HDC）と未来アセット大宇のコンソーシアムがアシアナ航空を買収することが決まった。しかし、その後も新型コロナウイルス感染症（COVID-19）の影響で、2020年2月18日には全役員が辞表を提出し、役員給与の一部返納や全社員の10日間休職など非常経営体制を発表した。
2020年4月29日、HDCはアシアナ買収日程を変更するとKOSPI（韓国総合株価指数）市場に公示し、事実上買収日程が無期限延期となった。同年9月4日、アシアナの債権を持つ銀行団のまとめ役となる政府系の韓国産業銀行とHDCとの条件交渉が決裂し買収案は白紙撤回された。
2020年11月16日、大韓航空がアシアナ航空を買収し、経営統合することが発表された。
2024年12月11日、大韓航空はアシアナ航空の株式63.9％を取得する取引を完了し、12日にはアシアナ航空を正式に子会社として編入した。
従業員数 7853人（2024年12月現在）。
航空券の座席予約システム（CRS）は、アマデウスITグループが運営するアマデウスを利用している。
イギリスのスカイトラックス社による航空会社の格付けで、実質最高評価の「ザ・ワールド・ファイブ・スター・エアラインズ（The World's 5-Star Airlines）」の認定を得ている。

## 歴史
- 1988年 : 創業 国内線 就航
- 1989年 : 国際不定期便 就航（ソウル/金浦 - 仙台）
- 1990年 : 国際定期便 就航（ソウル/金浦 - 東京/成田）
- 1990年 : ソウル/金浦 - 名古屋/小牧、福岡、仙台線 就航
- 1991年 : ソウル/金浦 - 広島線 就航
- 1992年 : ソウル/金浦 - 高松、沖縄/那覇線 就航
- 1993年 : ソウル/金浦 - 富山線 就航
- 1993年 : アシアナ航空733便墜落事故
- 1994年 : ソウル/金浦 - 大阪/関西線 就航
- 1995年 : ソウル/金浦 - 松山線、釜山 - 大阪/関西線 就航
- 1999年 : ソウル/金浦 - 福島線 就航
- 2001年 : ソウル/仁川 - 米子、宮崎線 就航
- 2003年 : 航空連合「スターアライアンス」に正式加盟
- 2003年 : ソウル/仁川 - 熊本線 就航
- 2006年 : ロゴマークおよび機材塗装を変更
- 2007年 : 日本路線全便（東京/羽田 - ソウル/金浦線も含む）でANAとの共同運航開始
- 2008年 : 日本国内一部路線（大阪/伊丹線）でANAとの共同運航開始
- 2009年 : ソウル/仁川 - 静岡線 就航
- 2010年 : ソウル/仁川 - 茨城線 就航
- 2011年 : アシアナ航空991便墜落事故（貨物便）
- 2013年 : アシアナ航空214便着陸失敗事故
- 2015年 : アシアナ航空162便着陸失敗事故
- 2016年 : 傘下の格安航空会社（LCC）エアソウルに一部路線を委譲。
- 2019年 : 資金繰りの悪化により、錦湖アシアナグループがアシアナ航空の売却を決定（LCCのエアプサンとエアソウルも売却）[15]。
- 2020年 : 新型コロナウイルスの感染拡大の影響で、すべての日本路線が一時全便運休。その他の国際線も9割以上が運休。11月16日に新型コロナウイルスの感染拡大による利用者低迷のため、最大手の大韓航空に買収されると決議[10]。
- 2021年 : 大韓航空と合併し、アシアナ航空ブランドを廃止し大韓航空の「KOREAN AIR」ブランドに統一されることが発表される。傘下のLCC2社についても、大韓航空傘下のLCCとの統合が検討される。最終的な統合の完了は2024年になる予定[16]。
- 2024年 : 欧州委員会（EC）が条件付きで合併を承認。その条件で旅客4路線(フランクフルト・ローマ・パリ・バルセロナ)の移管先として、LCCのティーウェイ航空[17]と貨物事業の売却先として、貨物専業航空会社のエア・インチョンを決定[18]。アメリカ司法省による統合審査でも旅客5路線（サンフランシスコ・ホノルル・ニューヨーク・ロサンゼルス・シアトル）において寡占による競争上の懸念が指摘されていて、欧州線同様に新興航空会社エアプレミア移管を検討している[19]。12月11日、大韓航空はアシアナ航空の株式63.9％を取得する取引を完了し、12日にはアシアナ航空を正式に子会社として編入[11]。
- 2024年 :アシアナ航空の一部機材から錦湖アシアナグループのロゴの消去が確認されている[20]。
- 2025年 : 大韓航空のCI刷新による新デザインを発表[21]。8月1日、貨物事業をエアゼータ（旧エア・インチョン）に移管し、貨物事業から撤退。

## 保有機材
ボーイングの機材をエアバスの機材より多く導入している大韓航空とは対照的に、エアバスの機材を主に導入している。
なお、アシアナ航空が発注したボーイング社製航空機の顧客番号（カスタマーコード）は8Eで、航空機の形式名は747-48E、747-48EM、767-38EER、777-28EERなどとなる。
現在運航している保有機材は退役予定が決まっている機材を除いて、発注中の機材を含めて旅客機では親会社である大韓航空の新デザインに、貨物機ではエアゼータの機体デザインに随時変更される。

### 現在の運航機材
| 機材                | 保有数 | 発注数 | 座席数 | 座席数 | 座席数 | 座席数 | 座席数 | 備考                                          |
| 機材                | 保有数 | 発注数 | C+     | C      | W      | Y      | 計     | 備考                                          |
| ------------------- | ------ | ------ | ------ | ------ | ------ | ------ | ------ | --------------------------------------------- |
| エアバスA321-200    | 12     | -      | -      | 12     | -      | 162    | 174    |                                               |
| エアバスA321-200    | 12     | -      | -      | -      | -      | 195    | 195    |                                               |
| エアバスA321neo     | 13     | 12     | -      | 12     | -      | 168    | 180    |                                               |
| エアバスA321neo     | 13     | 12     | -      | 8      | -      | 180    | 188    |                                               |
| エアバスA330-300    | 14     | -      | -      | 30     | -      | 260    | 290    |                                               |
| エアバスA330-300    | 14     | -      | -      | 30     | -      | 268    | 298    |                                               |
| エアバスA350-900    | 15     | 15     | -      | 28     | 36     | 247    | 311    | 2025年までに投入完了予定 10機のオプション付き |
| エアバスA380-800    | 6      | -      | 12     | 66     | -      | 417    | 495    | 2026年までに退役見込み                        |
| ボーイング777-200ER | 9      | -      | -      | 22     | -      | 278    | 300    |                                               |
| ボーイング777-200ER | 9      | -      | -      | 24     | -      | 278    | 302    |                                               |
| 計                  | 69     | 27     |        |        |        |        |        |                                               |

### 過去の保有機材
- エアバスA320-200
- エアバスA321-100
- ボーイング737-200
- ボーイング737-400/500
- ボーイング747-400/400M/400F/400BDSF
- ボーイング767-300/300ER/300F

### ギャラリー

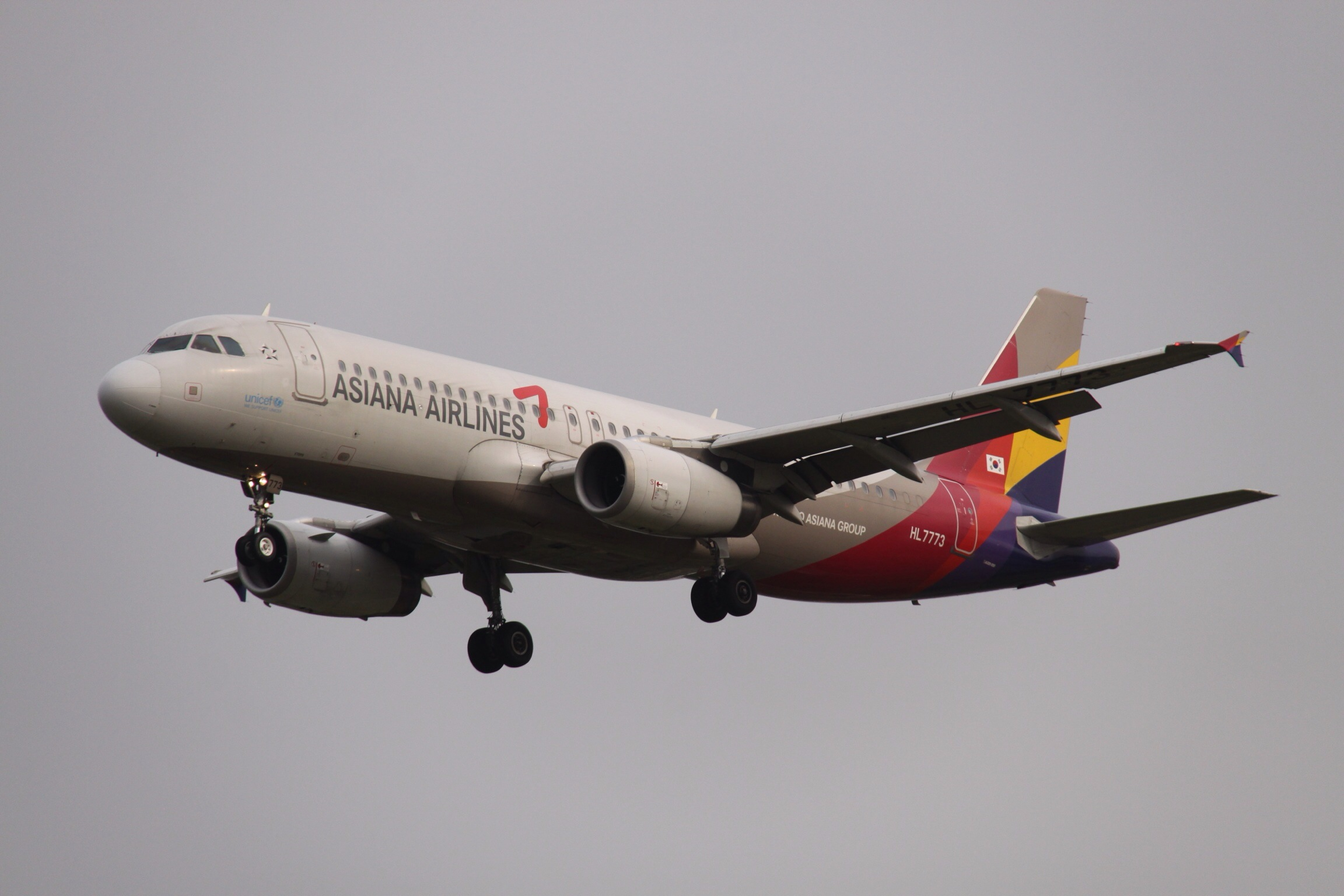
エアバスA320-200
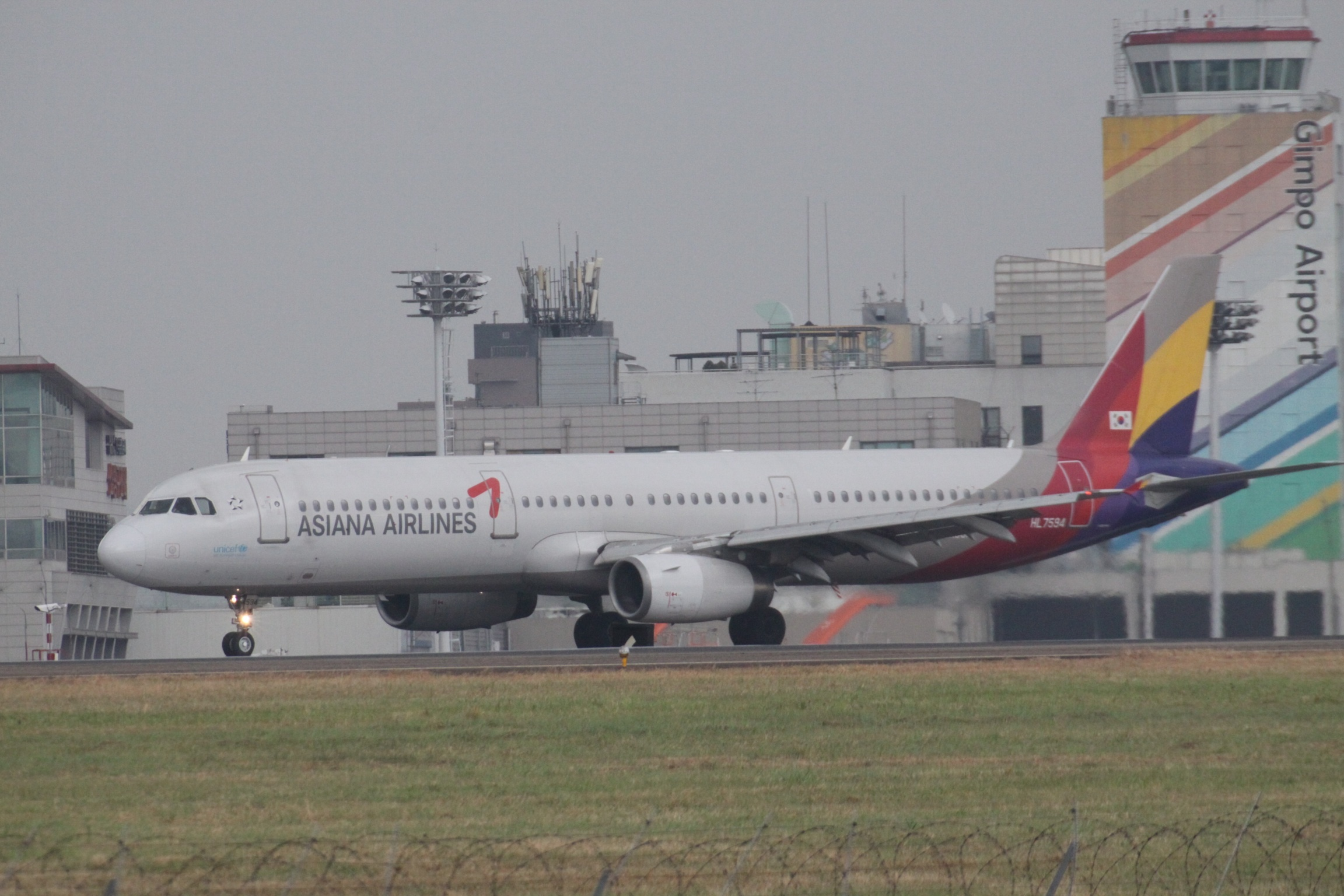
エアバスA321-100
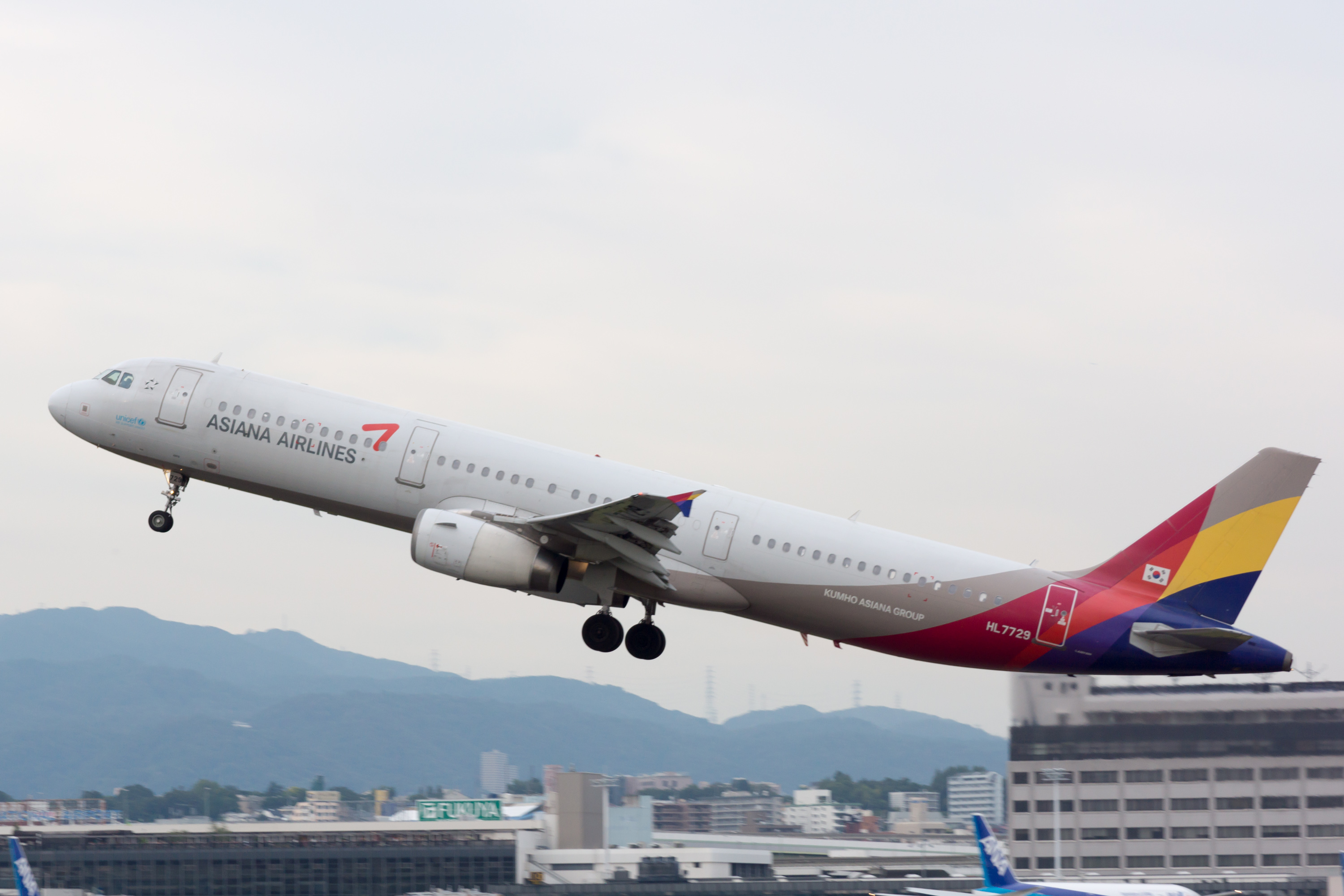
エアバスA321-200
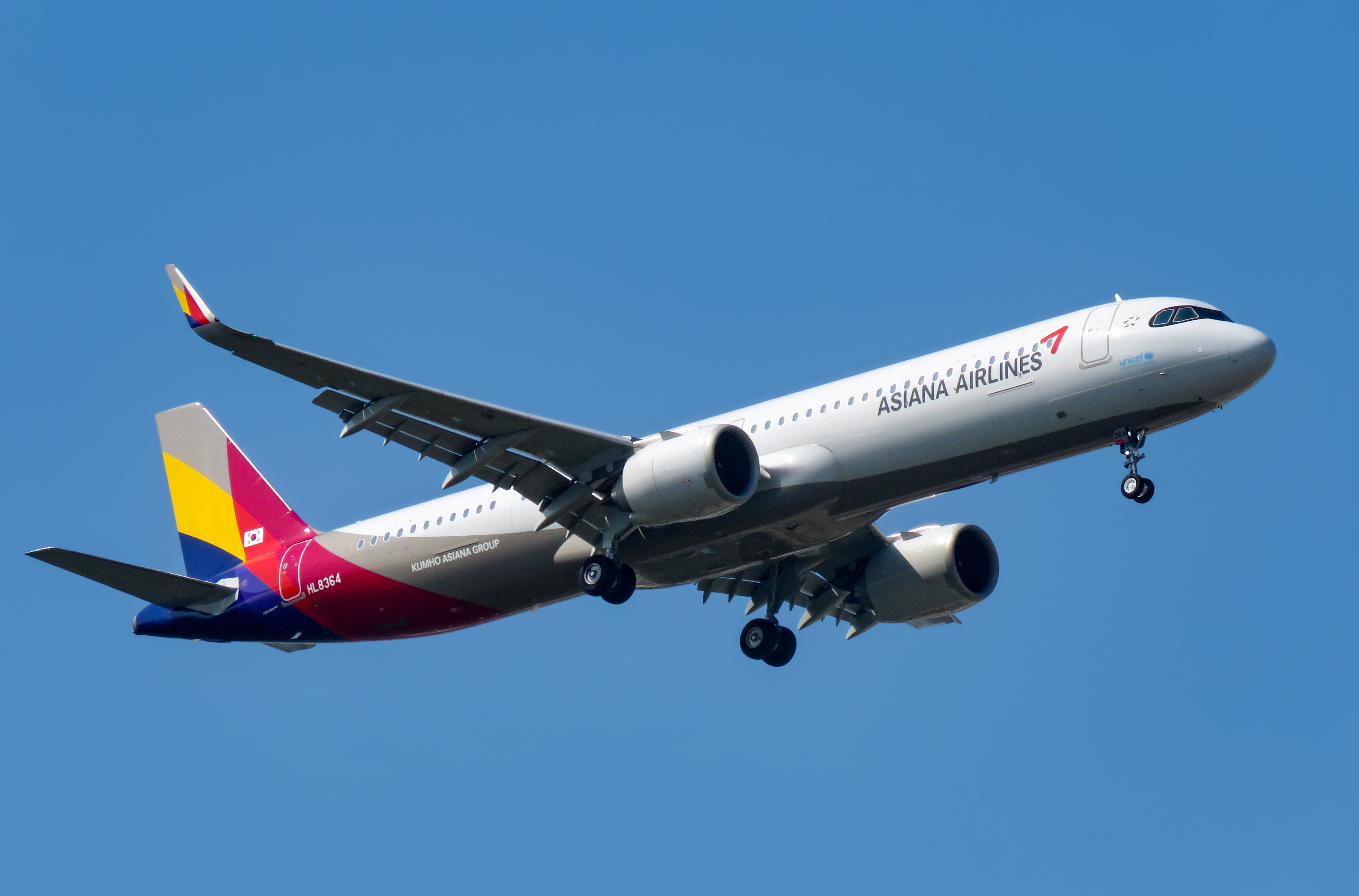
エアバスA321neo
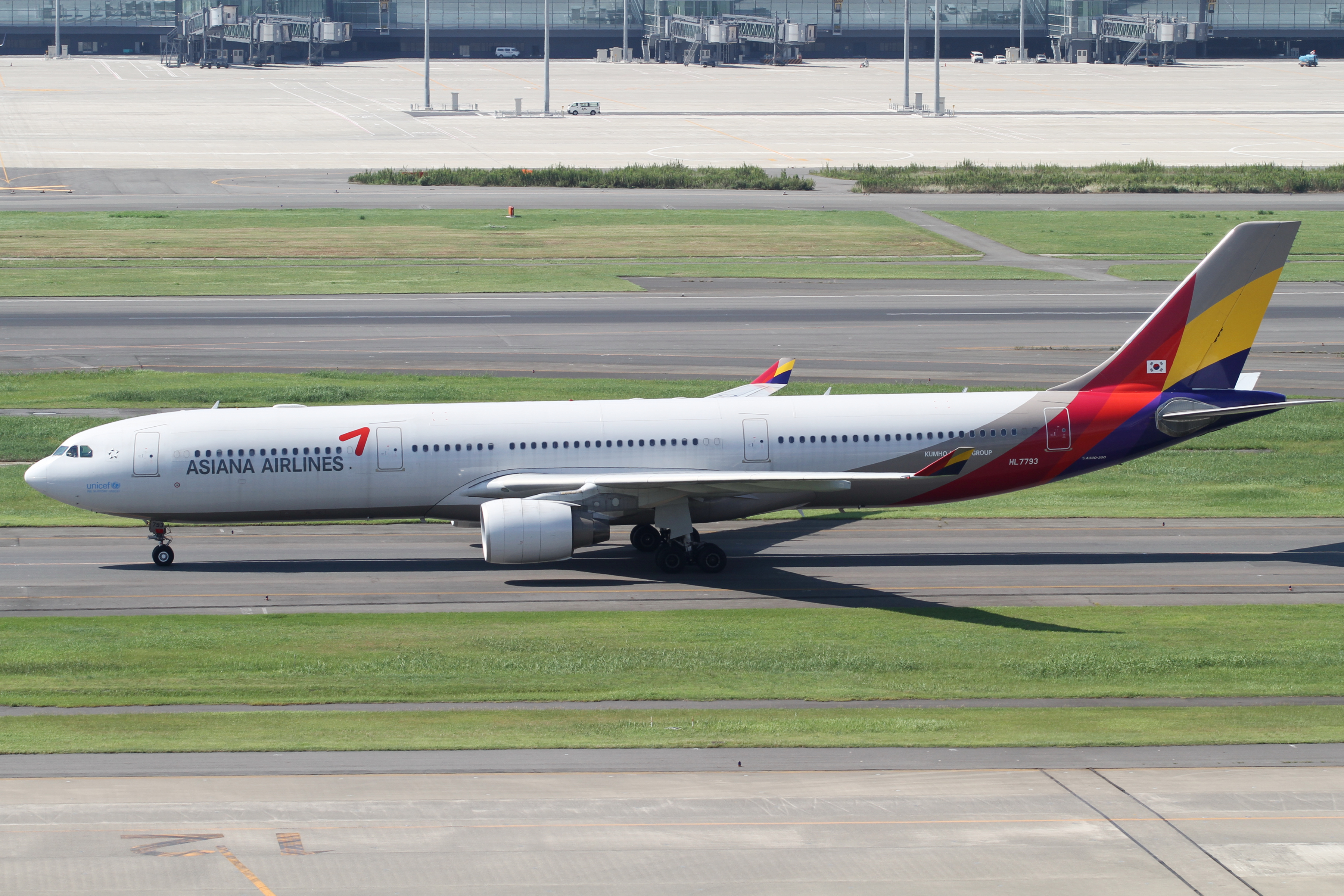
エアバスA330-300
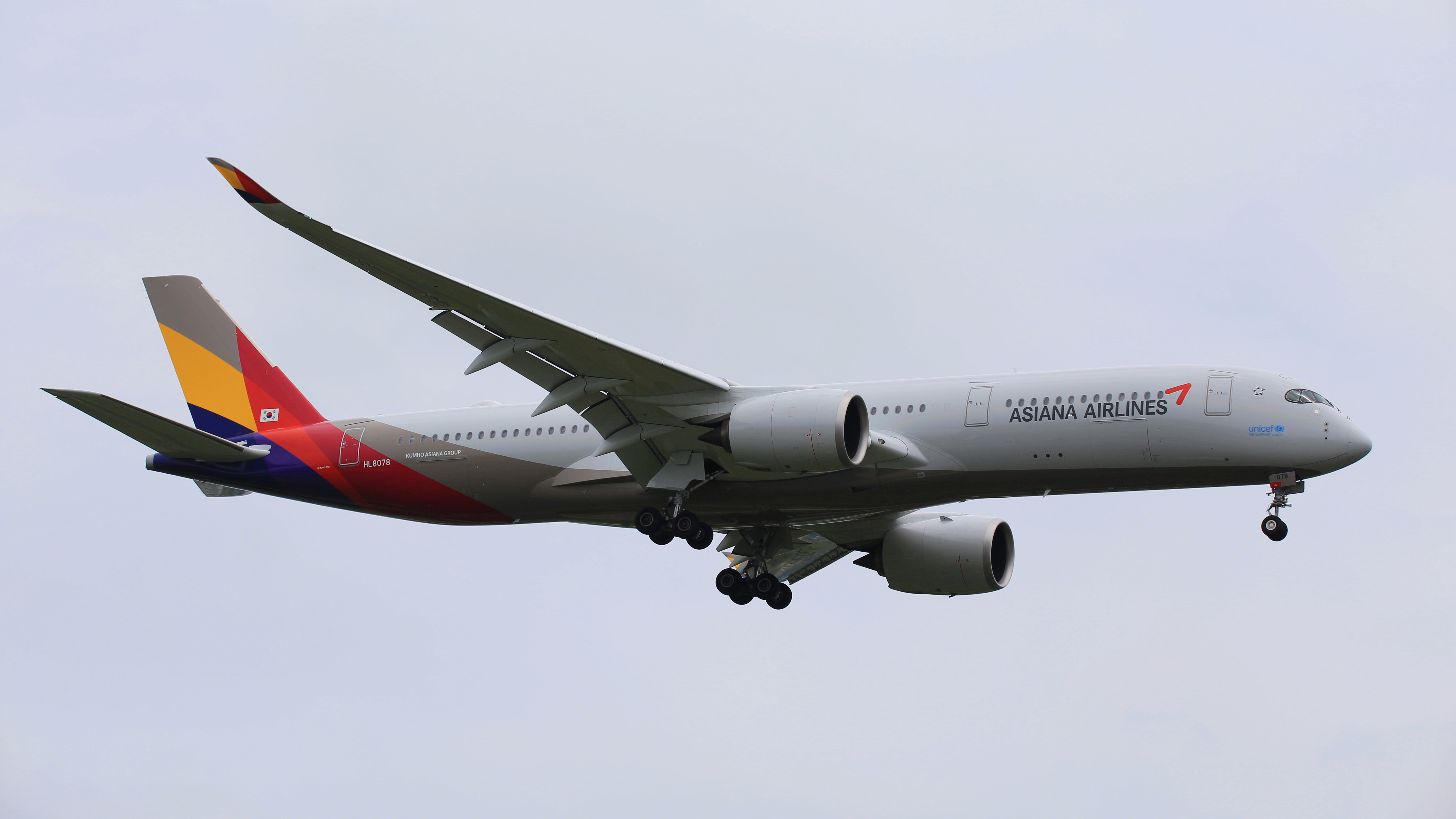
エアバスA350-900
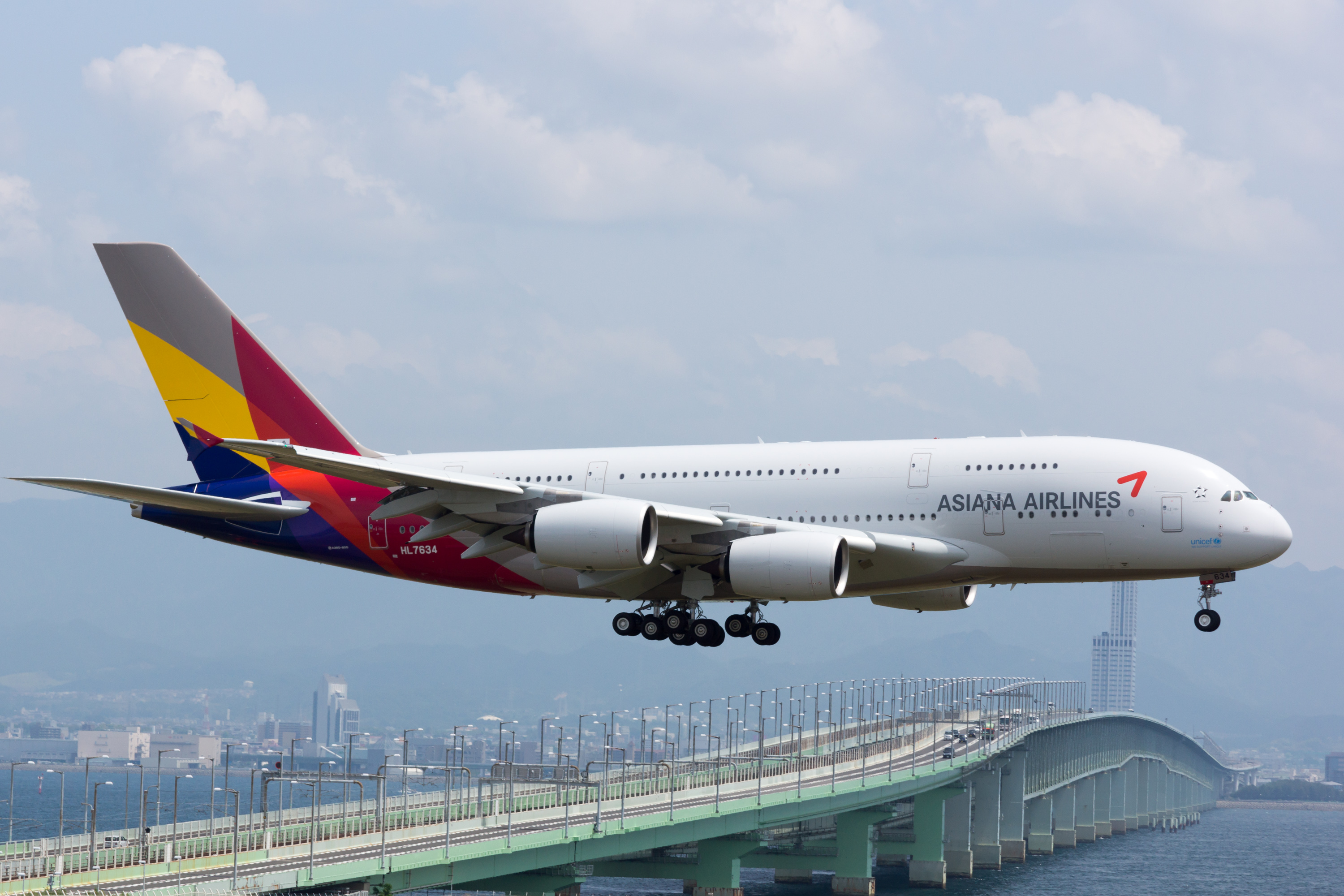
エアバスA380-800
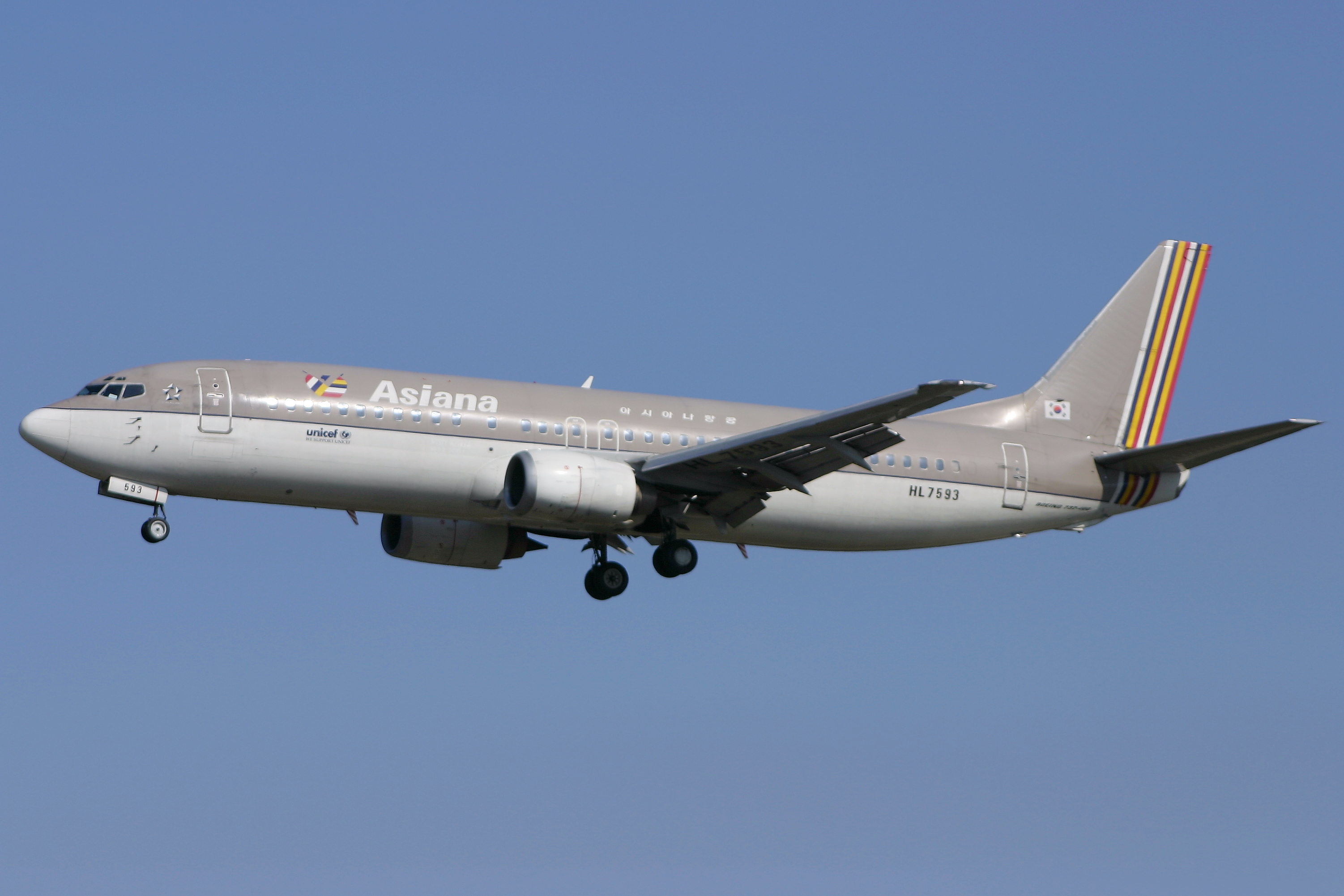
ボーイング737-400
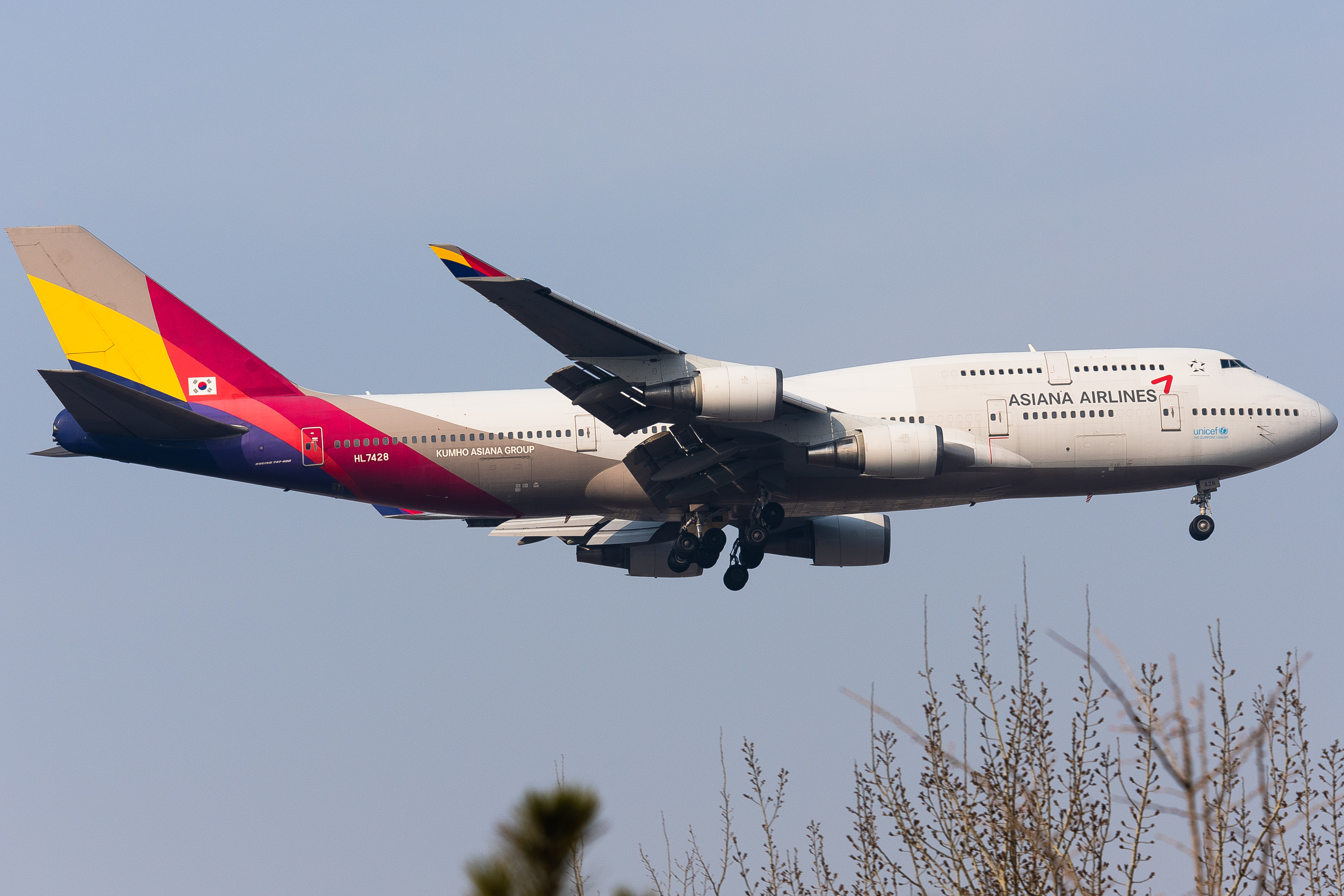
ボーイング747-400
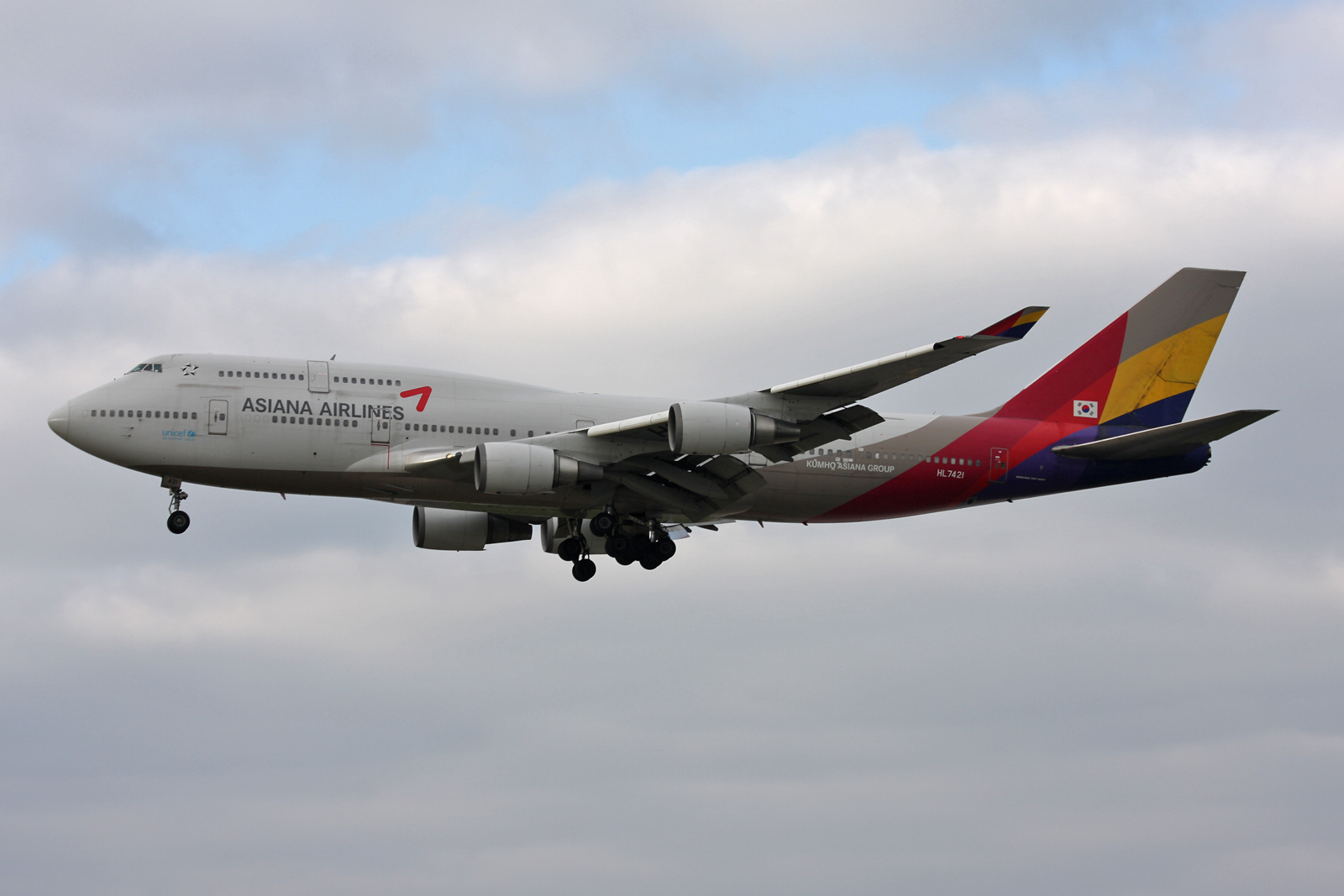
ボーイング747-400M
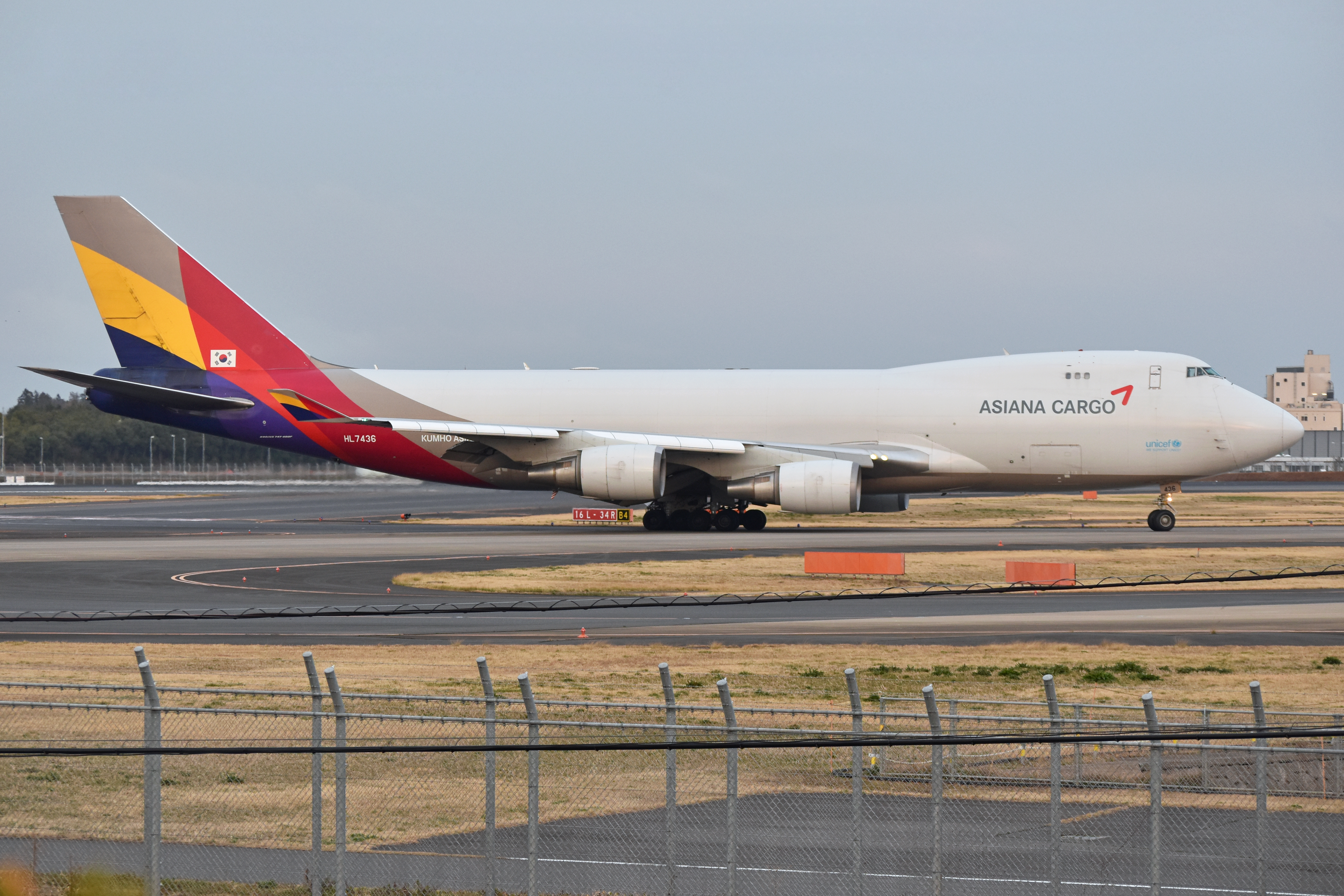
ボーイング747-400F
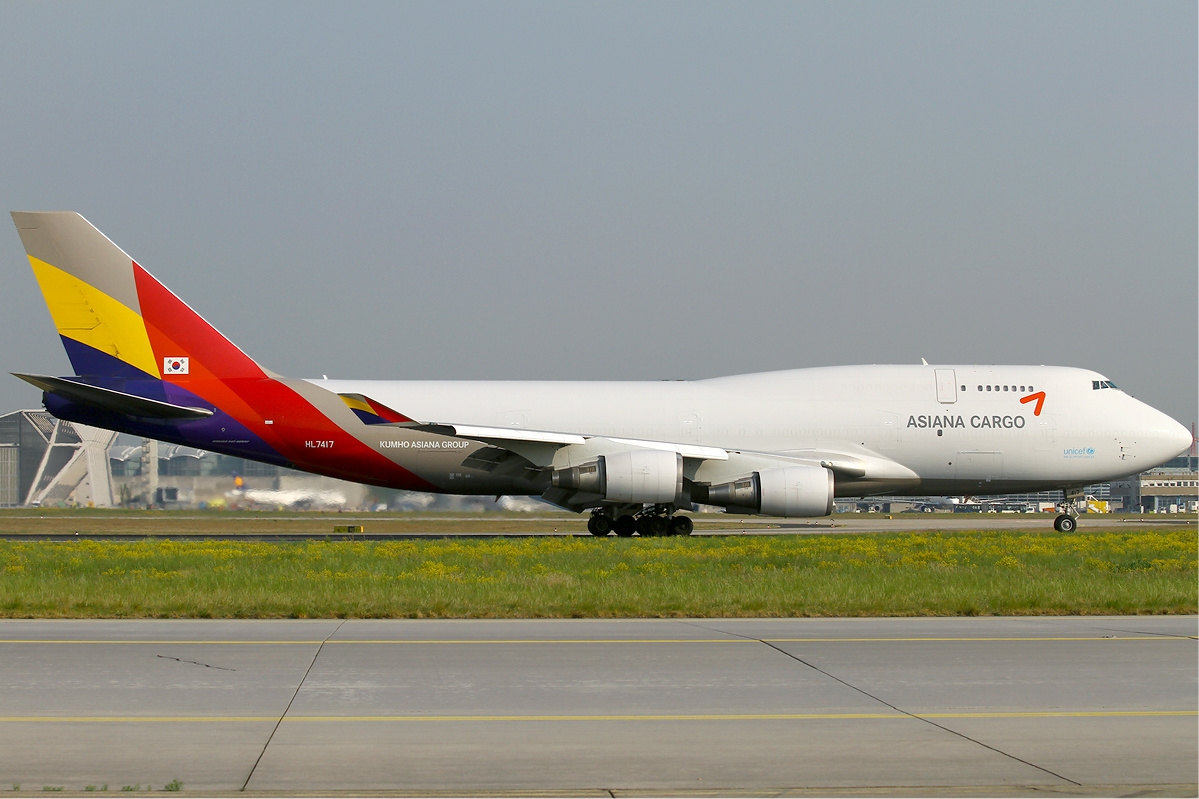
ボーイング747-400BDSF
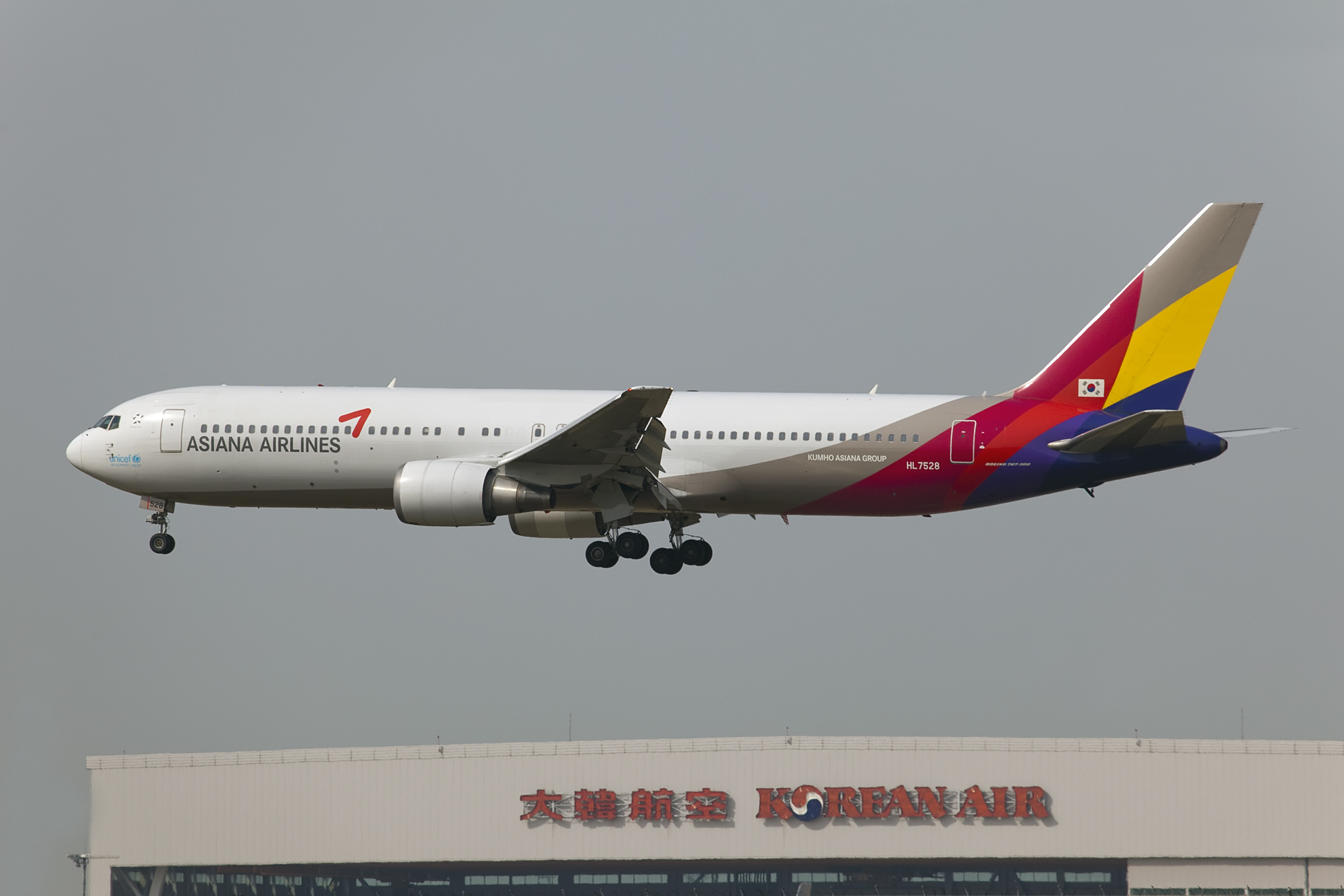
ボーイング767-300
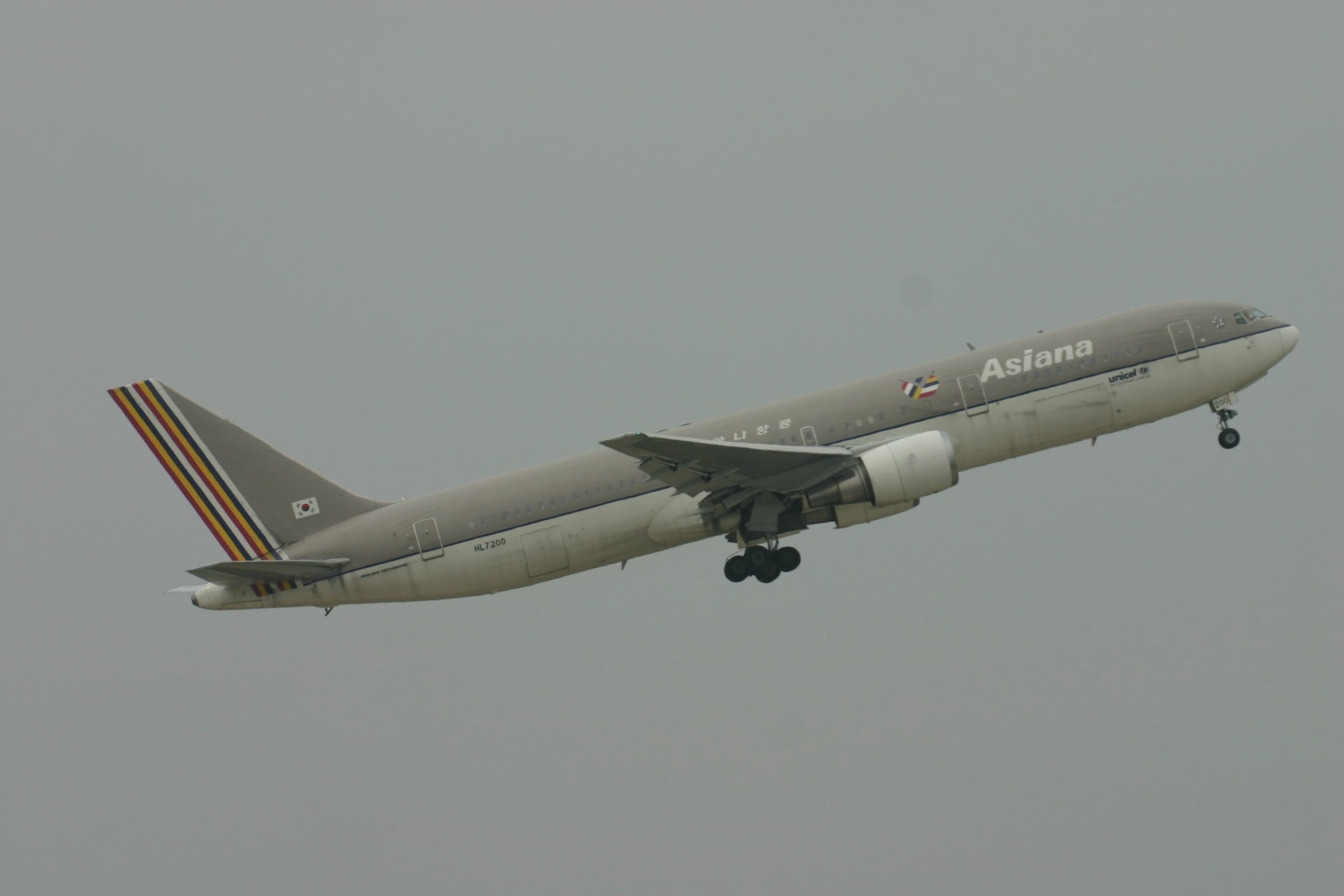
ボーイング767-300ER
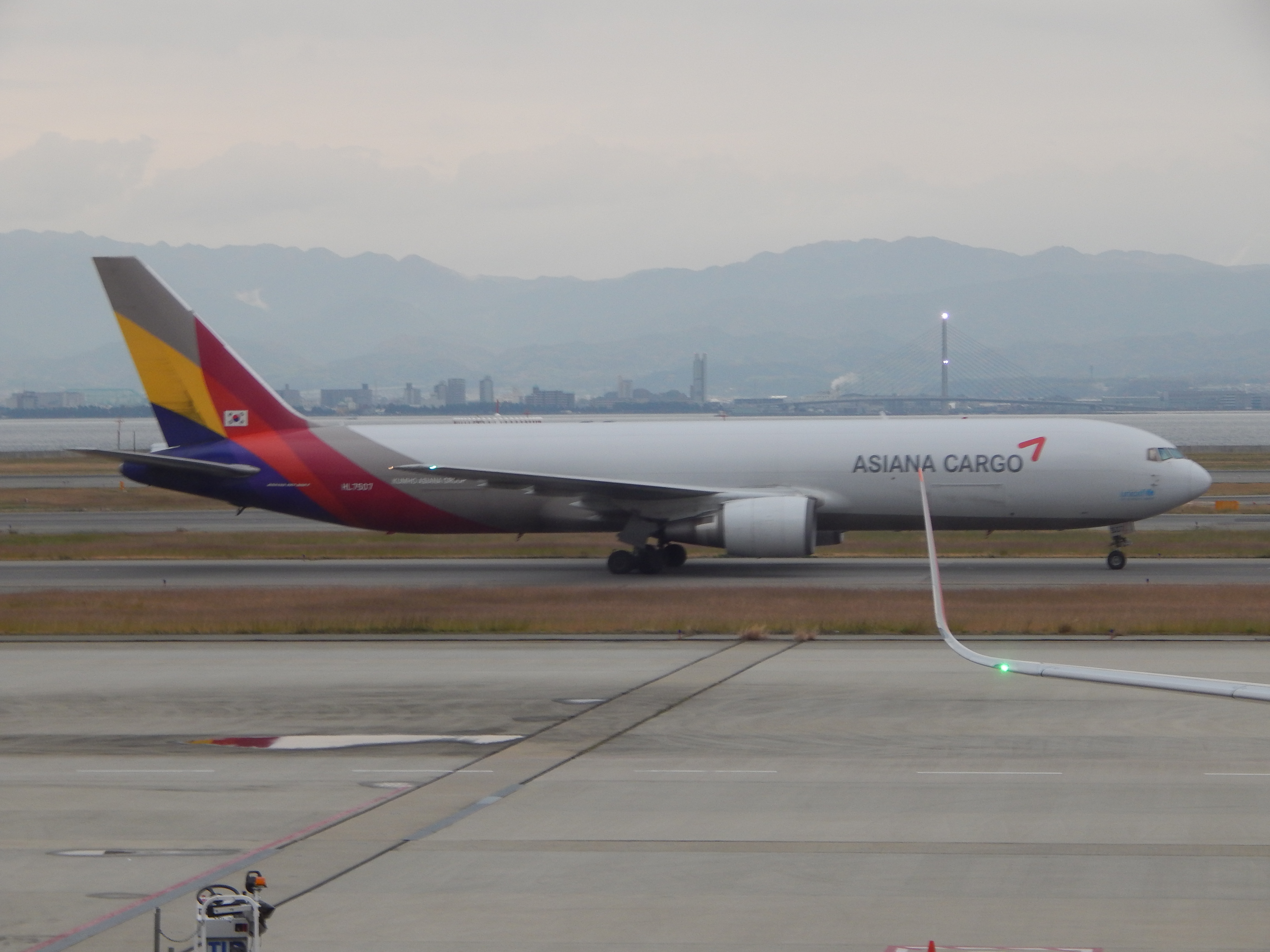
ボーイング767-300F
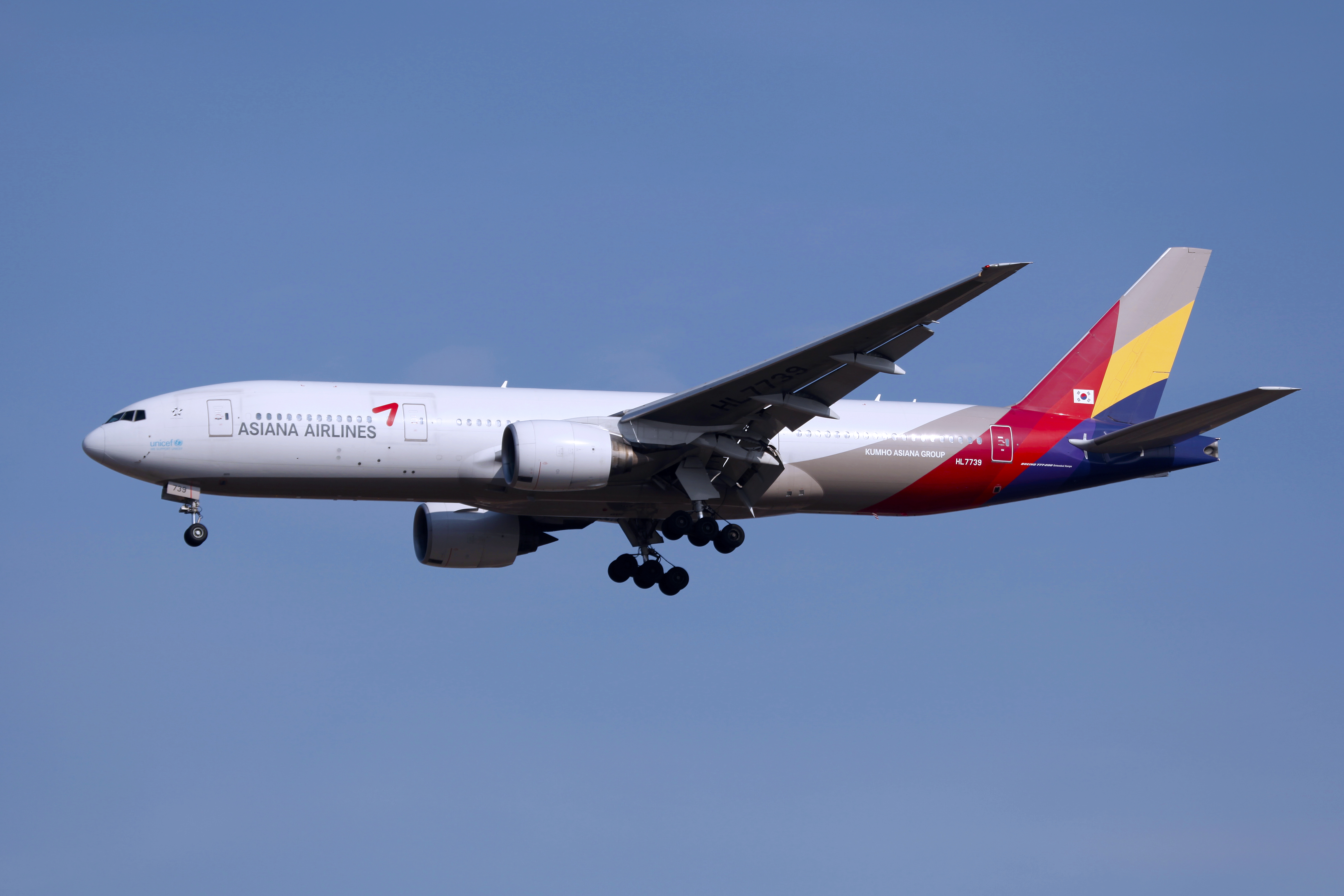
ボーイング777-200ER
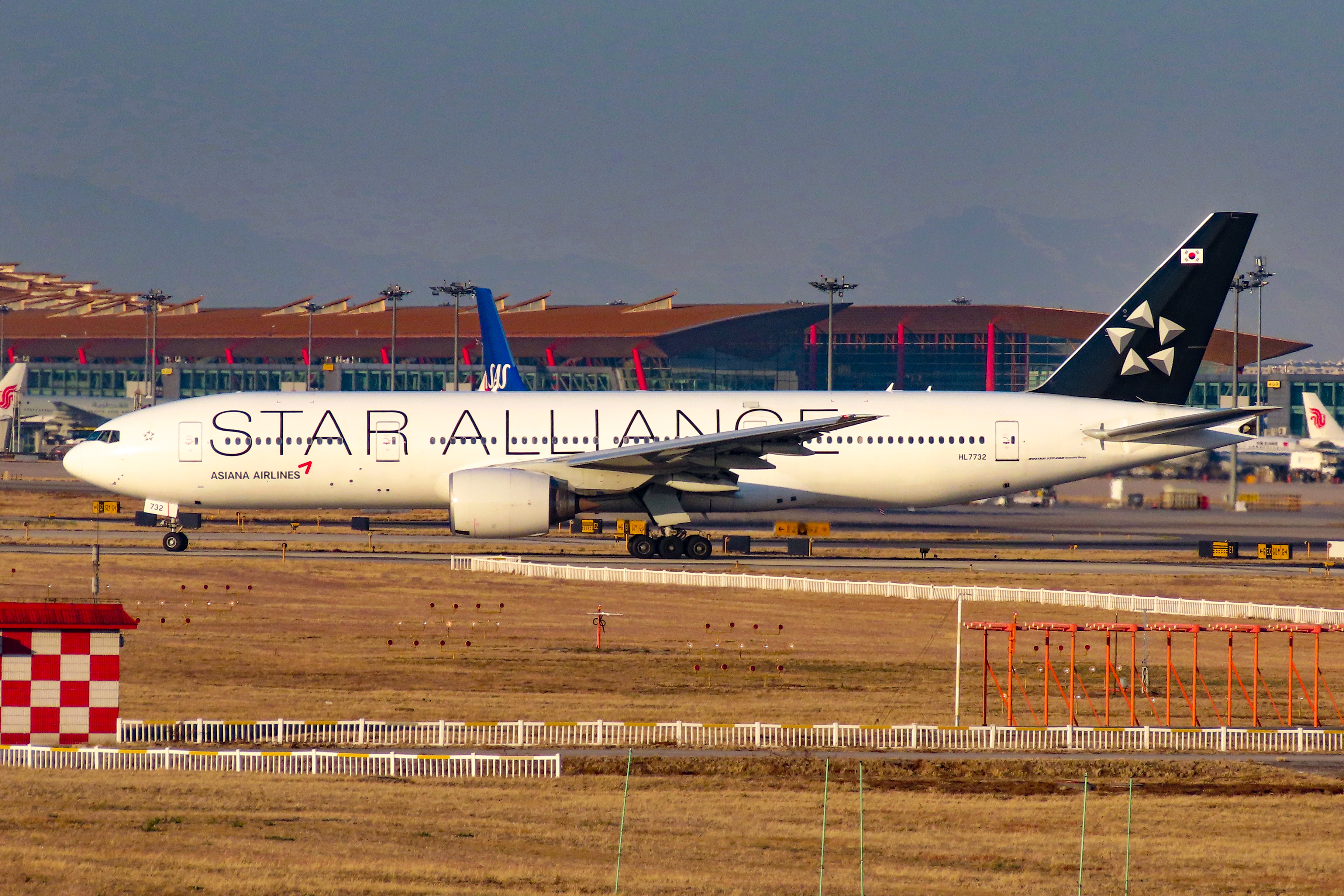
ボーイング777-200ER（スターアライアンス塗装）

## 就航都市
| アシアナ航空 就航都市 （2024年1月現在） | アシアナ航空 就航都市 （2024年1月現在） | アシアナ航空 就航都市 （2024年1月現在）               | アシアナ航空 就航都市 （2024年1月現在） | アシアナ航空 就航都市 （2024年1月現在） |
| --------------------------------------- | --------------------------------------- | ----------------------------------------------------- | --------------------------------------- | --------------------------------------- |
| 国                                      | 都市                                    | 空港                                                  | 備考                                    |                                         |
| 東アジア                                |                                         |                                                       |                                         |                                         |
| 韓国                                    | ソウル                                  | 仁川国際空港                                          | 国際線メインハブ空港                    |                                         |
| 韓国                                    | ソウル                                  | 金浦国際空港                                          | 国内線メインハブ空港                    |                                         |
| 韓国                                    | 釜山                                    | 金海国際空港                                          | 2025年9月1日より運航再開予定            |                                         |
| 韓国                                    | 済州                                    | 済州国際空港                                          | 焦点都市                                |                                         |
| 韓国                                    | 大邱                                    | 大邱国際空港                                          |                                         |                                         |
| 韓国                                    | 光州                                    | 光州国際空港                                          |                                         |                                         |
| 韓国                                    | 泗川                                    | 泗川空港                                              |                                         |                                         |
| 韓国                                    | 務安                                    | 務安国際空港                                          |                                         |                                         |
| 韓国                                    | 浦項                                    | 浦項空港                                              |                                         |                                         |
| 韓国                                    | 蔚山                                    | 蔚山空港                                              |                                         |                                         |
| 韓国                                    | 麗水                                    | 麗水空港                                              |                                         |                                         |
| 日本                                    | 東京                                    | 東京国際空港                                          |                                         |                                         |
| 日本                                    | 東京                                    | 成田国際空港                                          |                                         |                                         |
| 日本                                    | 大阪                                    | 関西国際空港                                          |                                         |                                         |
| 日本                                    | 名古屋                                  | 中部国際空港                                          |                                         |                                         |
| 日本                                    | 札幌                                    | 新千歳空港                                            |                                         |                                         |
| 日本                                    | 福岡                                    | 福岡空港                                              |                                         |                                         |
| 日本                                    | 沖縄                                    | 那覇空港                                              |                                         |                                         |
| 日本                                    | 旭川                                    | 旭川空港                                              |                                         |                                         |
| 日本                                    | 仙台                                    | 仙台空港                                              |                                         |                                         |
| 日本                                    | 熊本                                    | 熊本空港                                              |                                         |                                         |
| 日本                                    | 宮崎                                    | 宮崎空港                                              |                                         |                                         |
| 中華民国                                | 台北                                    | 台湾桃園国際空港                                      |                                         |                                         |
| 中国                                    | 北京                                    | 北京首都国際空港                                      |                                         |                                         |
| 中国                                    | 上海                                    | 上海浦東国際空港                                      |                                         |                                         |
| 中国                                    | 上海                                    | 上海虹橋国際空港                                      |                                         |                                         |
| 中国                                    | 長春                                    | 長春龍嘉国際空港                                      |                                         |                                         |
| 中国                                    | 長沙                                    | 長沙黄花国際空港                                      |                                         |                                         |
| 中国                                    | 重慶                                    | 重慶江北国際空港                                      |                                         |                                         |
| 中国                                    | 大連                                    | 大連周水子国際空港                                    |                                         |                                         |
| 中国                                    | 広州                                    | 広州白雲国際空港                                      |                                         |                                         |
| 中国                                    | 桂林                                    | 桂林両江国際空港                                      |                                         |                                         |
| 中国                                    | 杭州                                    | 杭州蕭山国際空港                                      |                                         |                                         |
| 中国                                    | ハルビン                                | ハルビン太平国際空港                                  |                                         |                                         |
| 中国                                    | 黄山                                    | 黄山屯渓国際空港                                      |                                         |                                         |
| 中国                                    | 南京                                    | 南京禄口国際空港                                      |                                         |                                         |
| 中国                                    | 瀋陽                                    | 瀋陽桃仙国際空港                                      |                                         |                                         |
| 中国                                    | 深圳                                    | 深圳宝安国際空港                                      |                                         |                                         |
| 中国                                    | 天津                                    | 天津浜海国際空港                                      |                                         |                                         |
| 中国                                    | 威海                                    | 威海大水泊空港                                        | エアソウルに移管予定                    |                                         |
| 中国                                    | 西安                                    | 西安咸陽国際空港                                      |                                         |                                         |
| 中国                                    | 延吉                                    | 延吉朝陽川空港                                        |                                         |                                         |
| 中国                                    | 煙台                                    | 煙台萊山国際空港                                      | エアソウルに移管予定                    |                                         |
| 中国                                    | 塩城                                    | 塩城空港                                              |                                         |                                         |
| 中国                                    | 済南                                    | 済南遥墻国際空港                                      |                                         |                                         |
| 中国                                    | 青島                                    | 青島流亭国際空港                                      | エアソウルに移管予定                    |                                         |
| 香港                                    | 香港                                    | 香港国際空港                                          |                                         |                                         |
| モンゴル                                | ウランバートル                          | チンギス・ハーン国際空港                              | [ 30 ]                                  |                                         |
| 中央アジア                              |                                         |                                                       |                                         |                                         |
| カザフスタン                            | アルマトイ                              | アルマトイ国際空港                                    |                                         |                                         |
| カザフスタン                            | アスタナ                                | ヌルスルタン・ナザルバエフ国際空港                    |                                         |                                         |
| ウズベキスタン                          | タシュケント                            | タシュケント国際空港                                  |                                         |                                         |
| 東南アジア                              |                                         |                                                       |                                         |                                         |
| カンボジア                              | プノンペン                              | プノンペン国際空港                                    | エアソウルに移管予定                    |                                         |
| マレーシア                              | ペナン                                  | ペナン国際空港                                        | 貨物便                                  |                                         |
| マレーシア                              | ジョホールバル                          | スナイ国際空港                                        | 季節便                                  |                                         |
| フィリピン                              | マニラ                                  | ニノイ・アキノ国際空港                                |                                         |                                         |
| フィリピン                              | セブ                                    | マクタン・セブ国際空港                                |                                         |                                         |
| フィリピン                              | クラーク                                | クラーク国際空港                                      |                                         |                                         |
| シンガポール                            | シンガポール                            | シンガポール・チャンギ国際空港                        |                                         |                                         |
| インドネシア                            | ジャカルタ                              | スカルノ・ハッタ国際空港                              |                                         |                                         |
| タイ                                    | バンコク                                | スワンナプーム国際空港                                |                                         |                                         |
| タイ                                    | プーケット                              | プーケット国際空港                                    | 2025年7月25日より運航再開予定           |                                         |
| ベトナム                                | ハノイ                                  | ノイバイ国際空港                                      |                                         |                                         |
| ベトナム                                | ホーチミンシティ                        | タンソンニャット国際空港                              |                                         |                                         |
| ベトナム                                | ダナン                                  | ダナン国際空港                                        | エアソウルに移管予定                    |                                         |
| ヨーロッパ                              |                                         |                                                       |                                         |                                         |
| オーストリア                            | ウィーン                                | ウィーン国際空港                                      | 貨物便                                  |                                         |
| ベルギー                                | ブリュッセル                            | ブリュッセル空港                                      | 貨物便                                  |                                         |
| スペイン                                | バルセロナ                              | バルセロナ＝エル・プラット空港                        | [ 32 ]                                  |                                         |
| フランス                                | パリ                                    | パリ＝シャルル・ド・ゴール空港                        |                                         |                                         |
| イタリア                                | ローマ                                  | フィウミチーノ空港                                    |                                         |                                         |
| イタリア                                | ヴェネツィア                            | ヴェネツィア・テッセラ空港                            | [ 33 ]                                  |                                         |
| イタリア                                | ミラノ                                  | ミラノ・マルペンサ空港                                | 貨物便                                  |                                         |
| ドイツ                                  | フランクフルト                          | フランクフルト空港                                    |                                         |                                         |
| ポルトガル                              | リスボン                                | ポルテラ空港                                          | [ 34 ]                                  |                                         |
| イギリス                                | ロンドン                                | ロンドン・ヒースロー空港                              |                                         |                                         |
| イギリス                                | ロンドン                                | ロンドン・スタンステッド空港                          | 貨物便                                  |                                         |
| トルコ                                  | イスタンブール                          | イスタンブール空港                                    |                                         |                                         |
| 北アメリカ                              |                                         |                                                       |                                         |                                         |
| カナダ                                  | ハリファックス                          | ハリファックス・ロバート・L・スタンフィールド国際空港 | 貨物便                                  |                                         |
| アメリカ合衆国                          | アンカレッジ                            | テッド・スティーブンス・アンカレッジ国際空港          | 貨物便                                  |                                         |
| アメリカ合衆国                          | アトランタ                              | ハーツフィールド・ジャクソン・アトランタ国際空港      | 貨物便                                  |                                         |
| アメリカ合衆国                          | ロサンゼルス                            | ロサンゼルス国際空港                                  |                                         |                                         |
| アメリカ合衆国                          | ニューヨーク                            | ジョン・F・ケネディ国際空港                           |                                         |                                         |
| アメリカ合衆国                          | サンフランシスコ                        | サンフランシスコ国際空港                              |                                         |                                         |
| アメリカ合衆国                          | シアトル                                | シアトル・タコマ国際空港                              |                                         |                                         |
| アメリカ合衆国                          | ホノルル                                | ホノルル国際空港                                      |                                         |                                         |
| アメリカ合衆国                          | ポートランド                            | ポートランド国際空港                                  | 貨物便                                  |                                         |
| オセアニア                              |                                         |                                                       |                                         |                                         |
| オーストラリア                          | シドニー                                | シドニー国際空港                                      |                                         |                                         |
| 北マリアナ諸島                          | サイパン                                | サイパン国際空港                                      |                                         |                                         |
| パラオ                                  | コロール                                | ロマン・トメトゥチェル国際空港                        |                                         |                                         |
| 休・廃止路線                            |                                         |                                                       |                                         |                                         |
| カナダ                                  | カルガリー                              | カルガリー国際空港                                    | 貨物便                                  |                                         |
| スウェーデン                            | ヨーテボリ                              | ヨーテボリ・ランドヴェッテル空港                      | 貨物便                                  |                                         |
| 日本                                    | 福島                                    | 福島空港                                              | 運休中                                  |                                         |
| 日本                                    | 水戸                                    | 茨城空港                                              | 運休中                                  |                                         |
| 日本                                    | 富山                                    | 富山空港                                              | エアソウルへ移管                        |                                         |
| 日本                                    | 静岡                                    | 静岡空港                                              | エアソウルへ移管                        |                                         |
| 日本                                    | 米子                                    | 米子空港                                              | エアソウルへ移管                        |                                         |
| 日本                                    | 広島                                    | 広島空港                                              | エアソウルへ移管                        |                                         |
| 日本                                    | 高松                                    | 高松空港                                              | エアソウルへ移管                        |                                         |
| 日本                                    | 松山                                    | 松山空港                                              | 運休中                                  |                                         |
| 中国                                    | 海口                                    | 海口美蘭国際空港                                      | 運休中                                  |                                         |
| 中国                                    | 南昌                                    | 南昌昌北国際空港                                      | 運休中                                  |                                         |
| インドネシア                            | デンパサール                            | ングラ・ライ国際空港                                  | 運休中                                  |                                         |
| カンボジア                              | シェムリアップ                          | シェムリアップ国際空港                                | エアソウルへ移管                        |                                         |
| マレーシア                              | コタキナバル                            | コタキナバル国際空港                                  | エアソウルへ移管                        |                                         |
| ミャンマー                              | ヤンゴン                                | ヤンゴン国際空港                                      | 運休中                                  |                                         |
| インド                                  | デリー                                  | インディラ・ガンディー国際空港                        | 運休中                                  |                                         |
| ロシア                                  | ウラジオストク                          | ウラジオストク空港                                    | 運休中                                  |                                         |
| ロシア                                  | ハバロフスク                            | ハバロフスク空港                                      | 運休中                                  |                                         |
| ロシア                                  | ユジノサハリンスク                      | ユジノサハリンスク空港                                | 運休中                                  |                                         |
| ロシア                                  | モスクワ                                | ドモジェドヴォ空港                                    | 貨物便、運休中                          |                                         |
| アメリカ合衆国                          | シカゴ                                  | シカゴ・オヘア国際空港                                | 運休中                                  |                                         |
| グアム                                  | グアム                                  | グアム国際空港                                        | 運休中                                  |                                         |

日本の各地から外国へ向かう旅行者がソウル・仁川国際空港を経由し、アシアナ航空便で海外へ向かうことが多い。大韓航空と比較して、長距離国際線は少なく、アジア内重視の傾向である。

## 提携航空会社
2015年8月現在、アシアナ航空は以下の航空会社と提携してコードシェア便を就航させている。スターアライアンス加盟以外の航空会社とも多く共同運航している。

### 子会社
- エアプサン (2007年設立、2008年就航)
- エアソウル (2015年設立、2016年就航)

### スターアライアンス加盟航空会社
| - エア・インディア - エア・カナダ - エチオピア航空 - エバー航空 - コパ航空 - シンガポール航空 - 深圳航空 - 全日本空輸 - タイ国際航空 - 中国国際航空 - ターキッシュ エアラインズ - ニュージーランド航空 - 南アフリカ航空 - ユナイテッド航空 - LOTポーランド航空 |

### スターアライアンス加盟航空会社以外
◎はワンワールド加盟航空会社(ただしS7航空は資格一時停止中)、△はスカイチーム加盟航空会社。
| - エア・アスタナ - S7航空◎ - エティハド航空 - カタール航空◎ - カンタス航空◎ - 山東航空 - スリランカ航空◎ - 中国南方航空 - 中国東方航空△ - マカオ航空 - ミャンマー国際航空 |

## サービス
機内マジックショーやメークアップイベント等の差別化されたサービスを行うとともに、新しい概念のビジネスクラス「オズ・クアドラ・スマーティウム」等の最先端の機内設備を通して、サービス面において他社との差別化を図っている。

### 機内サービス
長距離路線で使用しているエアバスA380と一部のB777には、ファーストクラス（一部のみ「ファーストスイートクラス」を設置）・ビジネスクラス「ビジネススマーティウム」・エコノミークラス「トラベルクラス」の3クラス制で、中・近距離国際線と韓国国内線ではビジネスクラスとエコノミークラスの2クラス制で構成される。ファーストスイートクラスの搭載機材には、航空業界でも例を見ない大きさの32インチ高画質個人用モニターが搭載されている。
なお、ファーストクラスはコスト削減のため2019年9月以降廃止される予定で、座席はそのままにビジネスクラスの一部として運航される。
機内食はビビンバ・カルビ・栄養サムパブなどの韓国伝統料理のほか、日本発着路線には京懐石料理、また誕生日や結婚などのお祝いケーキなどといった特別機内食が提供される。なお、特別機内食利用の際は機内食がある区間で、お祝いケーキはソウル仁川・ソウル金浦・プサン（釜山）発便のみ提供ができるものの、出発の24時間前までに予約営業センターへ注文する必要がある。

### アシアナクラブ
- アシアナクラブとはアシアナ航空のマイレージプログラムである。スターアライアンスメンバーのフライトで貯めることもでき、ホテルや親会社である錦湖アシアナグループが運営するレンタカー会社でもためることができる。また子供用にマジックマイルズというサービスもある。
- また、日本ではUCカード提携した「アシアナUCカード」もしくはJCBと提携した「アシアナクラブJCBカード」を使う事でマイレージを加算する事が出来る。
- 大韓航空と同様に加算したマイルに有効期限がないのが特徴であった。2008年10月から、マイルの有効期限を設定することとなった[41][42]。

### 受賞歴
- 2007年以来、英国の航空サービスリサーチ会社「スカイトラックス」より「5つ星航空会社」の認定。
- 2009年 - 米エア・トランス・ワールド（ATW）誌の「エアライン・オブ・ザ・イヤー2009」[43][44]。
- 2010年5月 - スカイトラックスの業界評価の最高峰「エアライン・オブ・ザ・イヤー 2010」[45]。
- 2011年 - 「スカイトラックス」による「世界最高乗務員（World's Best Cabin Staff）賞」等7部門。
- 2011年12月 - 米グローバルトラベラー(Global Traveler)誌「エアライン・オブ・ザ・イヤー」。
- 2012年 - 米エア・トランス・ワールド（ATW）誌による「広告大賞(Ad of the year)賞」。
- 2012年12月 - Premier Traveler誌「エアライン・オブ・ザ・イヤー」。

## 事故・トラブル

### 事故
詳細はCategory:アシアナ航空の航空事故を参照
- 1993年7月26日 - アシアナ航空733便墜落事故 - ボーイング737-500が木浦空港へ進入中に墜落、66人が死亡した。
- 2009年10月28日 - 関西国際空港で着陸の際に機体後部を滑走路に接触させる事故を起こした[46][47]。
- 2011年7月28日 - アシアナ航空991便墜落事故 - 貨物便のボーイング747-400Fが済州島沖で墜落し、2人が死亡。
- 2012年8月21日 - アシアナ航空231便機体動揺事故 -  同日午後3時20分頃、ハワイ・ホノルル発ソウル行き231便のエアバスA330-300が、島根県上空40,000フィート付近で乱気流に巻き込まれ乗客2人が骨折などのけがをした[48]。事後調査で同機操縦室の気象レーダーの電源が切られていた上、運航乗務員はそれに気付いていなかったことが明らかになった。さらに、乱気流遭遇後の管制機関への通報もICAOによって定められた国際ルールに基いておらず、用語の使用が適当ではなかったため管制官が認識できなかったと指摘されている[49]。
- 2013年7月6日 - アシアナ航空214便着陸失敗事故 - ボーイング777-200ERがサンフランシスコ国際空港で着陸に失敗。3人が死亡、約180人が負傷した。2014年2月25日にアメリカの運輸省は同社に対し50万ドルの罰金を課した。同年6月にはNTSBが操縦士の過失や判断の遅れが事故の主因だとする見方を示し、2014年11月14日韓国の国土交通部は同社に対し仁川=サンフランシスコ線の運航を45日間運航停止処分を科する決定を下した。同決定に対し同社は反発し、異議申し立てをした[50][47]。
- 2014年4月19日 - アシアナ航空603便エンジントラブル - 仁川からサイパンへ向かっていたアシアナ航空603便（ボーイング767-300）が飛行中、福岡上空付近でエンジンの警告ランプが点灯し異常を通知されていたにもかかわらず、飛行を継続し目的地まで飛行していた。後日、韓国国土交通部は運航乗務員に30日の資格停止、アシアナ航空には同路線の7日間の運航停止、または課徴金1,000万ウォンなどの処分を行政処分審議委員会で審議し、確定した[51][52]。その後、ソウル/仁川 - サイパン線を7日間の運航停止と課徴金2,000万ウォンを課すことが明らかにされた。運航停止処分については既に航空券を購入している利用者が存在するため、検討がなされていた[53]が、韓国国土交通部が同年7月11日に同社のサイパン便を同年10月14日から1週間運航停止とする処分を下した[54][55]。
- 2015年4月14日 - アシアナ航空162便着陸失敗事故 - エアバスA320が広島空港にて着陸時に滑走路を逸脱し、27人が負傷した[56]。また、事故機によって滑走路の計器着陸装置が破損した。
- 2016年6月24日 - アシアナ航空222便エンジン出火 - 現地時間24日午前11時30分ごろ、ニューヨークで仁川から222便で到着したA380-841（登録番号:HL7634）型機が、折返し仁川向け221便（出発定刻午後1時25分）として出発準備中にエンジンから出火した。消火活動により軽微な損傷で済んだが、調査・修理のため24日の221便は午後1時に「航空機の欠陥のため午後4時30分に出発が遅れる」と案内され、午後4時には「本日の出発をキャンセルし、明日午後4時30分に出発する」と再度案内された。乗客からの不安の訴えに対し、アシアナ航空は「韓国から到着した代替機材に乗っていく」と案内していた。翌25日、出発は更に遅れ案内は午後6時30分となったが、前日の案内に反して同じ機体であることに気付いた一部の乗客が騒ぎ始めたため、空港警察が出動した。アシアナ航空は釈明の上、該当機で運航することで乗客を説得し、25日午後7時20分に2217便へ便名変更した上で約1日半遅延で出発。翌26日午後10時05分に仁川へ到着した[57]。ただ、乗客が400名程度いて同社の保有機材で輸送可能機材はA380しか無く、同機は4機しか保有していなかったので他機材への変更は実施できても遅延が更に長くなった可能性も高い。[要出典]
- 2019年4月9日 - 金浦発のアシアナ航空8703便（エアバスA320-232　登録番号:HL7772）が光州空港に着陸した際に前輪が90度回転するインシデントが発生。死傷者は出なかったものの、タイヤとフランジに重大なダメージが発生した[58]。
- 2023年5月26日 - 済州発大邱行きの8124便（エアバスA321-200　登録番号:HL8256）[59]が最終アプローチを行っている最中に乗客の33歳男性[60]が飛び降りようと非常ドアを開け、乗客や乗員に取り押さえられた。機体はドアが開いたままの状態でそのまま着陸。乗客10人ほどが呼吸困難で救急搬送された[61]他、ドアを開けた男性は駆けつけた大邱警察に航空保安法違反容疑で逮捕された[62][60][63][64]。

2013年7月に発生したアシアナ航空214便着陸失敗事故をうけて、アシアナ航空は安全管理体制を強化するため、安全保安室長を担当する副社長として2013年12月1日付に全日本空輸（ANA）出身の山村明好を招聘したが、以降も事故が発生している。

### 事故以外のトラブル
2018年7月以降、同社の日本・中国方面など国際線の一部の便で、機内食が提供できないトラブルが相次いだ。従来は同じアライアンスのドイツルフトハンザ航空系列ケータリング会社「LSGスカイシェフ・コリア」から1日30,000食の供給を受けていたが、7月からスイス・チューリッヒに本社を置く機内食大手のゲートグループホールディングス（中国・海南航空系列）と合弁の「ゲートグルメ・コリア」から調達する予定であった。ところが、同年3月に建設中の同社工場が火災に遭い、供給開始が7月に間に合わないことが判明し、LSG側に供給延長を申し入れたが折り合えなかった。このため、2016年に韓国で設立されたオーストリア航空系列のケータリング会社「DO & CO」と韓国の航空サービス大手「シャープアビエーションK」の合弁新興会社「シャープDO & CO」と契約したが、同社は日3,000食の供給実績しかなく、全くの供給能力不足であった。7月1日にはこのトラブルが元で、国際線のうち53便に遅延が生じる事態となった。